# Perth Challenger 1993
Il Perth Challenger 1993 è stato un torneo di tennis facente parte della categoria ATP Challenger Series nell'ambito dell'ATP Challenger Series 1993. Il torneo si è giocato a Perth in Australia dal 29 novembre al 5 dicembre 1993 su campi in erba.

## Vincitori

### Singolare
David Adams ha battuto in finale  Peter Moraing con il punteggio di 6–3, 7–5

### Doppio
Paul Kilderry /  Brent Larkham hanno battuto in finale  Ben Ellwood /  Mark Philippoussis con il punteggio di 7–6, 6–3